# Гонашвили, Дмитрий Михайлович
Дмитрий Михайлович Гонашвили (груз. დიმიტრი მიხეილის ძე გონაშვილი, 1880 — 18 февраля 1938) — грузинский политик, член Учредительного собрания Грузии (1919—1921).

## Биография
Окончил духовную школу.
С 1905 года примыкал к меньшевистской фракции РСДРП. После февральской революции 1917 года был комиссаром Сигнахского района. 12 марта 1919 года избран членом Учредительного собрания Республики Грузия по списку Социал-демократической партии Грузии; был членом аграрной комиссии. В 1921 году, после советизации Грузии, остался в Грузии. Во время процесса «самоликвидации» оппозиционных партий под давлением на политзаключённых и членов партий со стороны властей, 23 августа 1923 года направил поздравительное письмо «бывшим меньшевикам».
В 1925 году был председателем Совета коллективизированных пастухов. В 1930-х годах работал старшим дезинфектантом «Красного креста».
Был арестован в Тбилиси 17 июля 1937 года по обвинению в систематической антисоветской агитации. «Тройкой» был приговорён к смертной казни 18 февраля 1938 года и расстрелян в ту же ночь.